# Accident d'hélicoptère de la base militaire d'Eglin
L'accident d'hélicoptère de la base militaire d'Eglin a mis en cause un hélicoptère Sikorsky UH-60 Black Hawk appartenant à l'Army National Guard et basé à la base de Eglin Air Force Base. Au cours d'une mission d'entrainement dans le nord-ouest de la Floride, l'appareil s'est abimé en mer le 10 mars 2015. Les sept Marines et les quatre membres d’équipage ont péri.

## Recherches
Dans la matinée du 11 mars 2015, un porte-parole de la base aérienne d'Eglin a déclaré que des restes humains avaient été retrouvés dans la zone de recherche. Au 19 mars 2015, les corps des 11 personnes ont été récupérés et identifiés.